# Geert Hofstede
Geert Hofstede (Haarlem, 2 de outubro de 1928 – 12 de fevereiro de 2020) foi um psicologo holandês. Ele foi inspirado pelo culturalismo. Sua visão da cultura foi baseada na definição dada pelo antropólogo americano Kluckhohn: «a cultura é o modo de pensar, de sentir e de reagir de um grupo humano, sobretudo recebida e transmitida pelos símbolos, e que representa sua identidade específica: ela inclui os objetos concretos produzidos pelo grupo. O coração da cultura é constituído de ideias tradicionais e de valores que estão ligados».
Ele foi autor de Culture's Consequences e Cultures and Organizations, Software of the Mind, co-autoria com seu filho Gert Jan Hofstede. Os estudos de Hofstede demonstraram que existem grupos culturais nacionais e regionais que afetam o comportamento de sociedades e organizações, e que são muito persistentes através o tempo.

## Diferenciação cultural
Hofstede encontrou quatro dimensões culturais baseando-se em um estudo com os funcionários da IBM em 50 países, entre os anos 1967 e 1973. Uma quinta dimensão foi encontrada ao estudar culturas asiáticas:
- Distância de poder;
- Aversão à incerteza;
- Individualismo versus coletivismo;
- Masculinidade versus feminilidade;
- Orientação de curto prazo versus longo prazo.

### Distância do poder
Pode ser encontrada também como distância hierárquica. É uma forma de medir quantos membros menos poderosos em uma sociedade aceitam e esperam a distribuição desigual existente. Está diretamente relacionada com a maneira encontrada pelas diferentes sociedades em lidar com as questões de desigualdade entre os indivíduos.
Características comuns de culturas com baixo Índice de Distância do Poder: A desigualdade é minimizada; Há uma hierarquia por conveniência; Todos têm os mesmos direitos; Mudanças ocorrem por meio de uma evolução natural; As crianças são tratadas com igualdade. Países em que as relações predominantes servem de exemplo, sendo locais em que a distância do poder costuma ser menor: países nórdicos, Nova Zelândia e Austrália. Características comuns de culturas com alto Índice de Distância do Poder: A desigualdade é aceita; Há uma hierarquia por necessidade; Aqueles que têm poder têm privilégios; A mudança acontece através de revoluções; As crianças aprendem a obedecer. Continentes em que as relações predominantes servem de exemplo, sendo locais em que a distância do poder costuma ser grande: países da Ásia, Europa Oriental, América Latina e África.

### Aversão à incerteza
Pode ser descrito como o grau de ameaça que membros de uma cultura, sociedade sentem em situações incertas ou desconhecidas. De outra forma, reflete o sentimento de desconforto que as pessoas sentem com riscos, caos e situações não estabelecidas previamente.
Características comuns de Aversão à Incerteza fraca: Baixos níveis de estresse em relação à incerteza; A incerteza é parte da vida diária, aceitam as coisas como elas são; As diferenças de opinião são aceitáveis; Se sentem bem correndo riscos; Pouca necessidade de regras e leis. Exemplo de países: Jamaica e Singapura.
Características comuns de Aversão à Incerteza forte: Alto estresse ao enfrentar situações de incerteza; A incerteza na vida é uma ameaça contínua e deve ser combatida; Há necessidade de consenso; Há necessidade de evitar o fracasso; Grande necessidade de regras e leis. Exemplo de países: Japão, Grécia e Rússia.

### Individualismo versus coletivismo
Mede a necessidade que as pessoas tem de cuidar de si, da família, das organizações que pertencem. Ou seja, se as pessoas se preocupam apenas em tomar conta de si mesmo, ou se elas se preocupam com os membros de sua família.
Características comuns das culturas coletivistas: Foco em “nós”; Os relacionamentos são mais importantes do que as tarefas; Cumprir com as obrigações impostas pelo grupo; Manter a harmonia e evitar o confronto direto. Exemplo de países: Guatemala, Portugal Paquistão e Indonésia.
Características comuns das culturas individualistas: Foco no “eu”; A ênfase é nas escolhas pessoais; Cumprir com suas próprias obrigações; Expressar seus pensamentos diretamente. Exemplo de países: Estados Unidos, Austrália e Inglaterra.

### Masculinidade versus feminilidade
Refere-se ao grau de prevalência de valores como a agressividade, a busca por dinheiro e bens materiais e a competitividade. Por outro lado, refere-se ao grau em que as pessoas valorizam os relacionamentos e mostram sensibilidade e preocupação com o bem estar dos outros.
Características comuns das culturas femininas: Focada em qualidade de vida; Trabalhar para viver; As coisas pequenas e lentas são agradáveis; Compaixão para com os menos afortunados; Os conflitos são resolvidos através do compromisso e da negociação. Exemplo de países: Suécia, Noruega, Finlândia, Dinamarca e Holanda.
Características comuns das culturas masculinas: Centrada na ambição; Viver para trabalhar; As coisas grandes e rápidas são admiradas; Admiração pelo sucesso; Os conflitos são resolvidos permitindo que os mais fortes ganhem. Exemplo de países: Japão, Venezuela, Itália, Irlanda e México.

### Orientação de curto prazo versus longo prazo.
Se refere em que medida uma sociedade mantém ou adaptam suas tradições. Ainda, refere-se ao modo em como se incentiva a lidar com poupança, dinheiro e respeito pelos outros e pelos mais velhos.
Características comuns de culturas com Orientação em Curto Prazo: O esforço deve produzir resultados imediatos; Há uma pressão social para gastar mais; Os lucros imediatos são mais
importantes que as relações. Exemplos de países: Estados Unidos, Inglaterra e Espanha.
Características comuns de culturas com Orientação em Longo Prazo: A perseverança e o esforço produzem resultados lentamente; É importante economizar e ser cuidadoso com os recursos; Disposição para adiar seus próprios desejos por uma boa causa. Exemplos de países: países do Leste da Ásia, como a China, Coréia e Japão.

## Morte
Hofstede morreu no dia 12 de fevereiro de 2020, aos 91 anos.

## Artigos
- Hofstede, Geert (1978). «The Poverty of Management Control Philosophy». The Academy of Management Review. 3 (3): 450–461